# Trindade do Sul
Trindade do Sul ist ein südbrasilianischer Município des Bundesstaates Rio Grande do Sul. Sie liegt bei 27° 31' 13" südlicher Breite und 52° 53' östlicher Länge. Die höchste Erhebung liegt 640 Meter über dem Meeresspiegel. Im Jahr 2019 wurde die Bevölkerung auf 5802 Einwohner geschätzt. 